# Myra Nimmo
Myra Nimmo (Myra Alexander Nimmo, verheiratete McAskill; * 5. Januar 1954 in Edinburgh) ist eine ehemalige britische Weitspringerin, Fünfkämpferin und Hürdenläuferin.
1974 wurde sie für Schottland startend bei den British Commonwealth Games in Christchurch Vierte im Weitsprung. Im Fünfkampf gab sie auf.
Bei den Olympischen Spielen 1976 in Montreal schied sie im Weitsprung in der Qualifikation aus.
1973 und 1975 wurde sie Englische Meisterin im Weitsprung. Je zweimal wurde sie Schottische Meisterin im Weitsprung (1974, 1975) und über 200 m Hürden (1970, 1972), je einmal über 100 m Hürden (1974) und im Fünfkampf (1972).

## Persönliche Bestleistungen
- 100 m Hürden: 13,81 s, 31. Mai 1975, London
- Weitsprung: 6,43 m, 27. Mai 1973, Edinburgh
  - Halle: 6,21 m, 31. Januar 1976, Cosford
- Fünfkampf: 3817 Punkte, 1974